# Руй де Піна
Ру́й де Пі́на (порт. Rui (Ruy) de Pina; 1440 — 1521) — португальський дипломат, історик. Головний хранитель Королівського архіву і бібліотеки (1497—1522), головний хроніст королівства. Представник шляхетного роду Пін. Народився у Гуарді, Португалія. Служив при дворах португальських королів Жуана ІІ, Мануела І та Жуана ІІІ. Працював секретарем у складі португальських посольств до Кастилії (1482, 1493) і Риму (1484). Автор офіційних історичних хронік, присвячених португальським королям: Саншу І, Афонсу ІІ, Саншу ІІ, Афонсу ІІІ, Дінішу, Афонсу IV, Дуарте, Афонсу V і Жуану ІІ. За життя мав великий вплив при дворі. Помер у Лісабоні, Португалія.

## Життєпис
Руй де Піна народився близько 1440 року в Гуарді, Португалія, у родині Лопо Фернандеша де Піни. Він служив при дворі трьох португальських монархів Жуана ІІ, Мануела І та Жуана ІІІ, які цінували його дипломатичний і письменицький хист.
Навесні 1482 року португальський уряд призначив Піну секретарем посольства до Кастилії. Цю ж посаду він займав 1484 року, під час посольства до Риму, до папи Інокентія VIII. Після повернення Колумба з Америки в 1493 році, Піну вислали послом до Кастилії. Він брав участь у переговорах про кордони відкритих земель, які завершилися укладанням договору в Тордесільясі 1494 року.
Окрім дипломатичних місій Піна активно займався справами королівської родини. Зокрема, він був присутній на страті браганського герцога Фернанду в Еворі 21 червня 1483 року. У вересні 1495 року Піна засвідчив заповіт Жуана ІІ як державний нотаріус, а 25 жовтня того ж року публічно оголосив його в Алворі після смерті короля.
Ще за правління Жуана ІІ Піна став одним із офіційних історіографів королівства, жив на високу державну платню. Мануел І зробив його в 1497 році старшим хроністом Португалії, головним хранителем Королівського архіву та бібліотеки. Коли 1504 року Піна завершив свої офіційні хроніки, присвяченні правлінню королів Афонсу V і Жуана II, король нагородив його премією у 30 тисяч золотих, а також частиною доходів з Сеути і Гуарди.
Піна мав великий вплив при дворі і в літературних колах країни. Окрім королівських пенсій і нагород він часто отримував подарунки від високопосадовців, які хотіли добре виглядати у його книгах. Зокрема, індійський віце-король Афонсу де Албукерке постійно шукав приязні хроніста — надсилав дорогоцінності, сподіваючись на прославлення своїх азійських подвигів у хроніках. Авторитет Піни був настільки великим, що після його смерті йому приписували твори, яких він не писав, а лише редагував. Праці Піни тривалий час ходили у рукописному вигляді й були повністю опубліковані лише в XVII—XIX століттях.
Близько 1521 року король Жуан ІІІ доручив Піні написати історію правління його батька Мануела І. Хроніст розпочав роботу, але не встиг завершити її. Він помер того ж року у Лісабоні, довівши опис подій до завоювання Азамора. Згодом працю Піни використав його наступник, хроніст Даміан де Гойш, який склав хроніку Мануела.

## Праці
- Хроніка короля Саншу I (Chronica d'el rey D. Sancho I); вперше видано 1727 року.
- Хроніка короля Афонсу II (Chronica d'el rey D. Afonso II); вперше видано 1727 року.
- Хроніка короля Саншу II (Chronica d'el rey D. Sancho II); вперше видано 1728 року.
- Хроніка короля Афонсу III (Chronica d'el rey D. Afonso III); вперше видано 1728 року.
- Хроніка короля Дініша (Chronica d'el rey D. Diniz); вперше видано 1729 року.
- Хроніка короля Афонсу IV (Chronica d'el rey D. Afonso IV); вперше видано 1653 року.
- Хроніка короля Дуарте (Chronica d'el rey D. Duarte), 1504; вперше видано 1790 року[1].
- Хроніка короля Афонсу V (Chronica d'el rey D. Afonso), 1504; вперше видано 1790 року[1].
- Хроніка короля Жуана II (Chronica d'el rey D. João II), 1504; вперше видано 1792 року[1].